# 李大本 (乐亭)

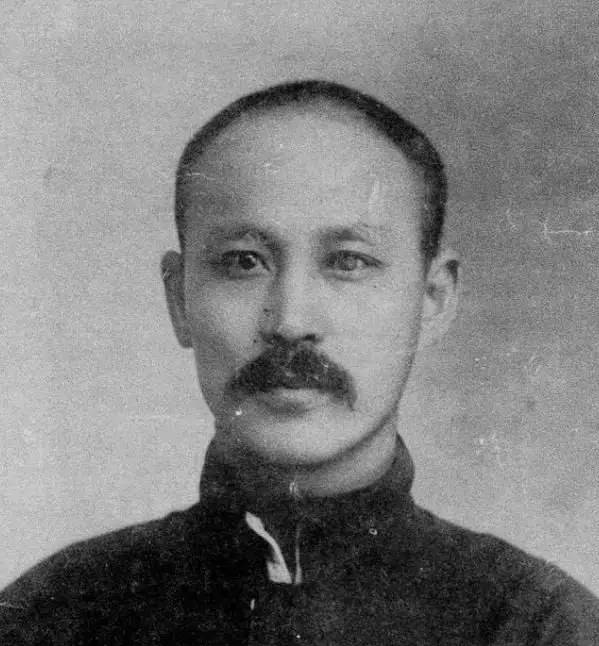
李大本

李大本（1880年—1943年），字培元，河北省樂亭縣人。中华民国教育家。

## 简介
李大本出生于清朝晚期，与李大钊为本家，幼时曾接受传统私塾教育。1904年，他参与了清朝最后一次科举，考中秀才科。之后开始于国立北洋大学接受新式教育。1908年，他从师范科毕业后，留校担任助教。1912年（民国元年），他就任河北省立宣化中学校长，开始积极整顿校务，完备设施，使得学校成绩斐然。他亦打破常规，开设女生班，开华北地区之先例。在其努力之下，该校于当时与天津南开中学以及保定育德中学齐名。1923年，李大本卸任校长职务。1928年担任平谷县县长，在任期间创办了县立中学。1943年逝世。